# Psilogaster achilleae
Psilogaster achilleae är en fjärilsart som beskrevs av Scriba 1793. Psilogaster achilleae ingår i släktet Psilogaster och familjen ädelspinnare. Inga underarter finns listade i Catalogue of Life.